# Jaroslav Šilhavý

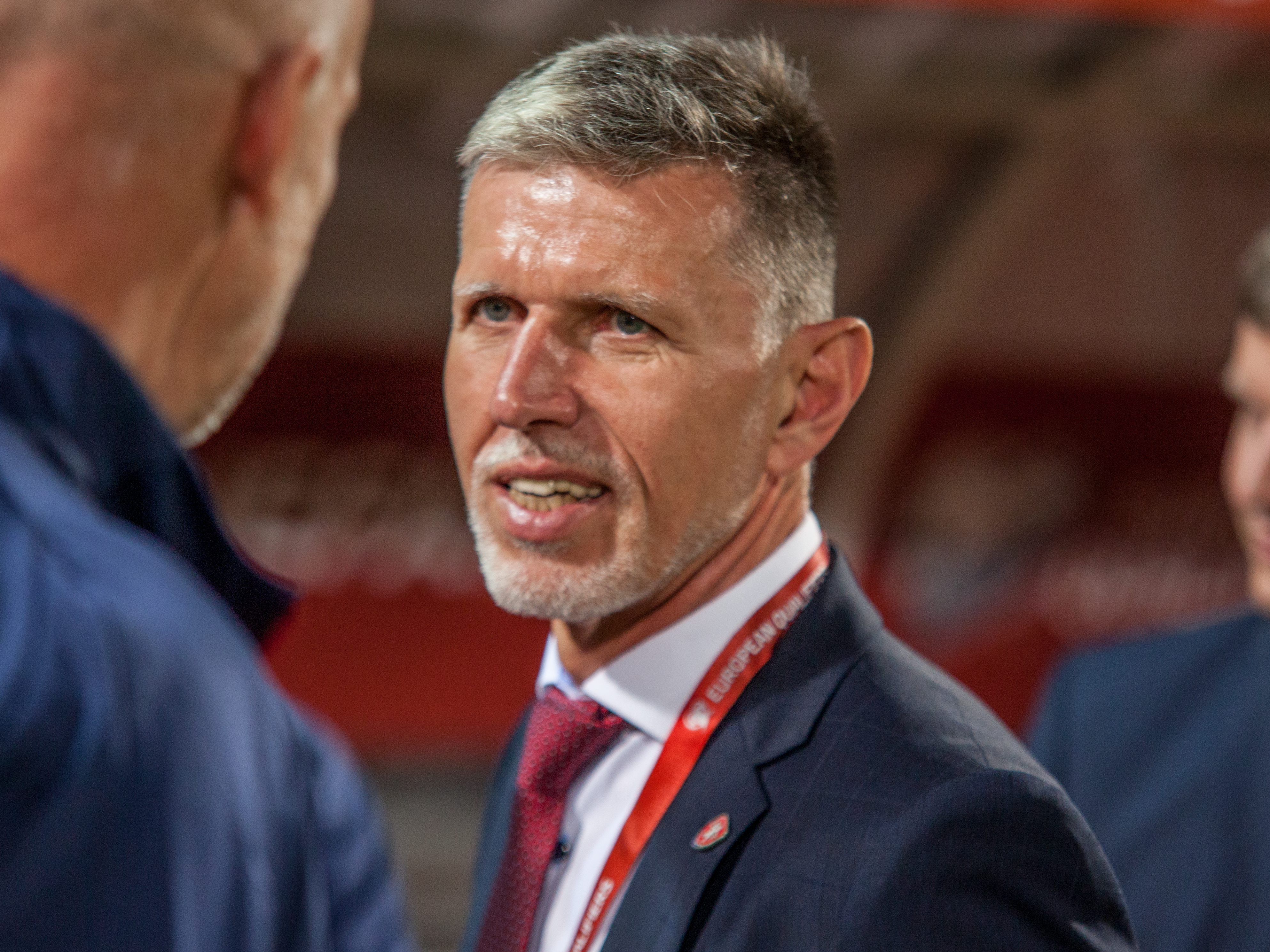
Jaroslav Šilhavý

Jaroslav Šilhavý (Plzeň - 3 de novembro de 1961) é um treinador de futebol checo e ex-jogador, atualmente treina a Seleção Tcheca de Futebol.

## Carreira
Como jogador, Šilhavý fez um total de 465 jogos na primeira divisão, entre o final da Primeira Liga da Tchecoslováquia e o início da Primeira Liga Tcheca, marcando 25 gols. Suas 465 partidas são um recorde da liga tcheca. Seu filho, Tomáš Šilhavý, também jogou futebol na Primeira Liga Tcheca.
Como técnico, Šilhavý venceu a Primeira Liga Tcheca de 2011-12 com o FC Slovan Liberec . Ele também passou por outros clubes da primeira divisão na República Tcheca, incluindo Kladno, Viktoria Plzeň e Dynamo České Budějovice. Ele foi assistente técnico da seleção da República Tcheca, Šilhavý representou a Tchecoslováquia quatro vezes como jogador, fazendo sua estreia contra a Finlândia em 29 de agosto de 1990. Sua última aparição pela seleção nacional foi em 27 de março de 1991, quando jogou oito minutos de uma partida contra a Polônia. Ele também jogou uma partida, em 1992, pela Tchecoslováquia B.
Em junho de 2011, Šilhavý foi anunciado como substituto do técnico Petr Rada como treinador do FC Slovan Liberec. O Liberec começou bem a temporada, alcançando o segundo lugar do campeonato atrás do Sparta após sete jogos. O clube terminou a Primeira Liga Tcheca 2011-12 em primeiro lugar, vencendo a liga e se classificando para a Liga dos Campeões da UEFA, substituiu Luboš Kozel como treinador do FK Dukla Prague em maio de 2016, assinando um contrato de três anos. Ele ingressou no Slavia Praga em setembro do mesmo ano.

## Títulos

### Jogador
- Vice-campeão da Primeira Liga da Checoslováquia : 1992-93

- Vice-campeão da Copa da Tcheca: 1995-96

### Técnico
- Primeira Liga Tcheca : 2011-12

- Vice-campeão da Copa da Tcheca : 2014-15

- Primeira Liga Tcheca : 2016–17